# Team Dimension Data/2019
Deze pagina geeft een overzicht van de Team Dimension Data UCI World Tour wielerploeg in 2019.

## Algemeen
Teammanager: Douglas Ryder
Ploegleiders: Rolf Aldag, Bingen Fernández, Jean-Pierre Heynderickx, Hendrik Redant, Alex Sans Vega, Gino Van Oudenhove
Fietsmerk: BMC
Wielen: Enve
Volgwagens: Mercedes-Benz

## Renners
| Naam                        | Geboortedatum | Nationaliteit       | Ploeg 2018                 |
| --------------------------- | ------------- | ------------------- | -------------------------- |
| Lars Bak                    | 16-01-1980    | Denemarken          | Lotto Soudal               |
| Edvald Boasson Hagen        | 17-05-1987    | Noorwegen           |                            |
| Mark Cavendish              | 21-05-1985    | Verenigd Koninkrijk |                            |
| Steve Cummings              | 19-03-1981    | Verenigd Koninkrijk |                            |
| Scott Davies                | 05-08-1995    | Verenigd Koninkrijk |                            |
| Stefan de Bod               | 17-11-1996    | Zuid-Afrika         | Dimension Data for Qhubeka |
| Nicholas Dlamini            | 12-08-1995    | Zuid-Afrika         |                            |
| Bernhard Eisel              | 17-02-1981    | Oostenrijk          |                            |
| Enrico Gasparotto           | 22-03-1982    | Italië              | Bahrain Merida             |
| Amanuel Gebrezgabihier      | 17-08-1994    | Eritrea             |                            |
| Ryan Gibbons                | 13-08-1994    | Zuid-Afrika         |                            |
| Jacques Janse van Rensburg  | 06-09-1987    | Zuid-Afrika         |                            |
| Reinardt Janse van Rensburg | 03-02-1989    | Zuid-Afrika         |                            |
| Benjamin King               | 22-03-1989    | Verenigde Staten    |                            |
| Roman Kreuziger             | 06-05-1986    | Tsjechië            | Mitchelton-Scott           |
| Gino Mäder                  | 04-01-1997    | Zwitserland         | IAM Excelsior Cycling Team |
| Louis Meintjes              | 21-02-1992    | Zuid-Afrika         |                            |
| Giacomo Nizzolo             | 30-01-1989    | Italië              | Trek-Segafredo             |
| Ben O'Connor                | 25-11-1995    | Australië           |                            |
| Mark Renshaw                | 22-10-1982    | Australië           |                            |
| Tom-Jelte Slagter           | 01-07-1989    | Nederland           |                            |
| Jay Robert Thomson          | 05-12-1986    | Zuid-Afrika         |                            |
| Rasmus Tiller               | 08-07-1996    | Noorwegen           | Joker Icopal               |
| Michael Valgren             | 07-02-1992    | Denemarken          | Astana Pro Team            |
| Jacobus Venter              | 12-02-1987    | Zuid-Afrika         |                            |
| Julien Vermote              | 26-07-1989    | België              |                            |
| Danilo Wyss                 | 26-08-1985    | Zwitserland         | BMC Racing Team            |

### Vertrokken
| Naam            | Geboortedatum | Nationaliteit       | Ploeg 2019                          |
| --------------- | ------------- | ------------------- | ----------------------------------- |
| Igor Antón      | 02-03-1983    | Spanje              | gestopt                             |
| Natnael Berhane | 05-01-1984    | Eritrea             | Cofidis                             |
| Mekseb Debesay  | 15-06-1991    | Eritrea             | ?                                   |
| Nicolas Dougall | 21-11-1991    | Zuid-Afrika         | gestopt                             |
| Merhawi Kudus   | 23-01-1994    | Eritrea             | Astana Pro Team                     |
| Lachlan Morton  | 02-01-1992    | Australië           | EF Education First Pro Cycling Team |
| Serge Pauwels   | 21-11-1983    | België              | CCC Team                            |
| Scott Thwaites  | 12-02-1990    | Verenigd Koninkrijk | Vitus Pro Cycling                   |
| Johann van Zyl  | 02-02-1991    | Zuid-Afrika         | 303Project                          |

## Overwinningen
| Nationale kampioenschappen wielrennen Eritrea - tijdrit: Amanuel Gebreigzabhier Ronde van Valencia 1e etappe (ITT): Edvald Boasson Hagen Ronde van Oman 6e etappe: Giacomo Nizzolo | Ronde van Noorwegen 3e etappe: Edvald Boasson Hagen Critérium du Dauphiné 1e etappe: Edvald Boasson Hagen Ronde van Slovenië 5e etappe: Giacomo Nizzolo | Ronde van Oostenrijk Ploegenklassement: *1) Ronde van Burgos 1e etappe: Giacomo Nizzolo |

*1) Ploeg Ronde van Oostenrijk: Davies, De Bod, Dlamini, Gebreigzabhier, O'Connor, Slagter
2007 · 2008 · 2009 · 2010 · 2011 · 2012 · 2013 · 2014 · 2015 · 2016 · 2017 · 2018 · 2019 · 2020 · 2021
AG2R-La Mondiale · Astana Pro Team · Bahrain-Merida · BORA-hansgrohe · CCC Team · Deceuninck–Quick-Step · EF Education First · Groupama-FDJ · Lotto Soudal · Mitchelton-Scott · Movistar Team · Team Dimension Data · Team Jumbo-Visma · Team Katjoesja Alpecin · Team INEOS (Team Sky) · Team Sunweb · Trek-Segafredo · UAE Team Emirates